# Culă

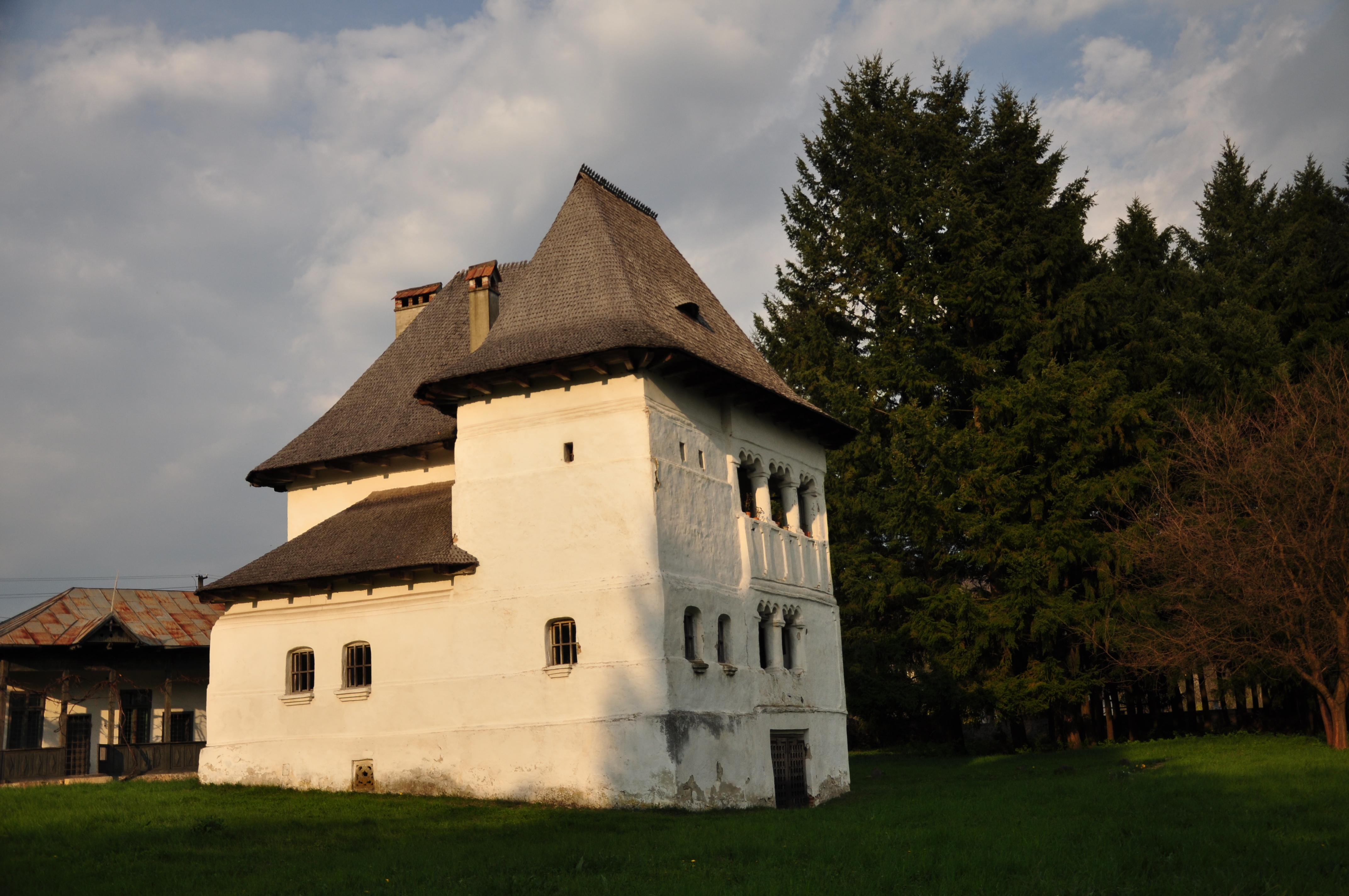
Cula Greceanu di Măldărești, Vâlcea

Un culă (plurale: cule; dal turco kule "torre, torretta") è un tipo di edificio semi-fortificato che si trova nella regione dell'Oltenia in Romania con un certo numero di esempi situati nella storica provincia della Muntenia. Furono costruite originariamente come case per la classe dirigente dei boiardi per difendersi dalle violente incursioni dei ribelli del sud del Danubio nel corso del XVIII secolo e anche contro le rivolte della popolazione locale contro i boiardi (ad esempio Osman Pazvantoğlu). Costruzioni simili esistono in tutti i Balcani, come le casetorri nei Balcani.

## Elenco
Oltenia:
- Culă Barbu Poenaru (1750), da Almăj, Dolj
- Culă Izvoranu, da Brabova, Dolj
- Culă Crăsnaru (1808), da Groşerea, Aninoasa, Gorj
- Culă Cornoiu di Curtişoara, Gorj
- Culă Cartianu di Cartiu, Gorj
- Culă Grecescu (1818), da Şiacu, Slivileşti, Gorj
- Culă Cuţui (1815) da Broşteni, Mehedinţi
- Culă Tudor Vladimirescu (1800) da Cerneţi, Mehedinţi
- Culă Nistor (1812), da Cerneţi, Mehedinţi
- Culă Galiţa (1790), da Câmpu Mare, Dobroteasa, Olt
- Culă Bujoreanu di Bujoreni, Vâlcea
- Culă Greceanu da Măldărești, Vâlcea (la più antica in Romania, del 1517 circa)
- Culv Zătreanu da Zătreni (1754), Vâlcea

Muntenia:
- Culă Racoviţa, da Mioveni, Argeş[1]
- Culă Drugănescu da Retevoieşti, Pietroșani, Argeș[2]
- Culă lui Costea, da Frăsinet, Teleorman